# Étoile sportive La Ciotat
 (avril 2024).
Si vous disposez d'ouvrages ou d'articles de référence ou si vous connaissez des sites web de qualité traitant du thème abordé ici, merci de compléter l'article en donnant les références utiles à sa vérifiabilité et en les liant à la section « Notes et références ».
L'Étoile sportive La Ciotat est un club de football français situé à La Ciotat.
L'ES La Ciotat dispute trois saisons en deuxième division de 1970 à 1973.

## Histoire
Le club passe trois saisons en D2 et on trouve alors à La Ciotat des joueurs de renom tel que : André Tassone, Lucien Cossou, Pépito Pavon, Joseph Brotons ou encore André Bordone. Le club termine la première saison à la onzième place du groupe C de la deuxième division, puis à la quatrième place la saison suivante (1971-1972) et à la seizième place sur dix-huit de la saison 1972-1973 du groupe B de la deuxième division, synonyme de relégation.
En 1973 le club descend en D3 mais n'arrive pas à se maintenir et repart donc l'année suivante en Division d'Honneur. Le club est relégué la saison suivante malgré l'arrivée de Pierre Sinibaldi et un sixième tour de Coupe de France à nouveau contre le Gazélec Ajaccio (les Corses prennent leur revanche non sans difficulté en s'imposant 3-2), les Ciotadens finissent onzième et sont relégués en PHA. Mais du fait de la création du championnat de quatrième division et de la DHR, l'équipe est repêchée in-extremis en DH. En 1978, La Ciotat termine une nouvelle fois à la onzième place du championnat, mais cette fois-ci le club ne connait pas la même chance et ne se voit pas repêché.
En 1980, après être remonté en DH où le club fait une bonne saison, les joueurs atteignent le sixième tour de la Coupe de France contre le FC Martigues en perdant 2-1, puis de nouveau en 1982 contre l'AS Cannes où ils sont lourdement battus 4-1 malgré la réduction du score du n°10 de l'époque, Bernard Mendy. Au milieu des années 1980 l'Étoile fait l'ascenseur entre la DH et DHR avec trois relégations en 1983, 1986 et 1988 et à chaque fois (excepté en 1985) la remontée immédiate l'année suivante.
Mais en 1989 c'est la PHA qui attend à la fin de saison les joueurs de Mama Ouattara. Le club n'a alors plus connu la Promotion d'Honneur depuis quarante-six ans, et n'entend pas s'éterniser à ce niveau là. Il remonte l'année suivante, mais refait le chemin inverse en 1991 malgré l'arrivée de Robert Llorens ex-pro du Havre AC. Pour la saison 1991-1992 La Ciotat repart en PHA et remonte à la fin du championnat en DHR, mais cette fois-ci le club réalise une bonne saison et parvient à se maintenir à ce niveau. Par la suite en 1995 le club remporte le titre de DHR et remonte en Division d'Honneur. Après une saison de transition ou ils finissent en milieu de tableau, 1997 faillit être l'année de la montée en National 3 pour les Ciotadens, mais ils se font coiffer par le SC d'Orange lors de la dernière journée. La Ciotat est reléguée en DHR à l'issue de la saison 1998-1999. Le club fait alors l'ascenseur : il est promu en 2001 mais connait la relégation en 2002. Lors de la saison 2002-2003, La Ciotat termine deuxième de son groupe et reste trois saisons de suite en DH avec une troisième place lors de la saison 2004-2005.
À l'issue de la saison 2005-2006 le club est relégué en DHR et deux ans plus tard le club est relégué en PHA. Le club aurait dû ensuite être relégué sportivement en PHB mais les dirigeants annonce dès le mois de mars 2006 une fusion le Stade olympique Cassis Carnoux.synonyme de la fin des séniors.
En 2012, sous la présidence de Maurice Serrus et du directeur sportif Xavier Tassaro, l’Étoile sportive renait de ses cendres avec l’arrivée de Laurent Leccese comme entraîneur, qui réussit le pari fou de faire monter les séniors de quatre divisions consécutives en quatre ans (record absolu à ce jour) et d’être en 2015 de retour au niveau de la ligue méditerranée.

## Logos

Ancien logo.
Logo actuel.

## Palmarès
- Champion de DH Sud-Est "est" : 1947, 1967, 1975
- Vainqueur de la Coupe de Provence : 1944, 1950, 1955, 1956, 1960, 1961, 1963, 1972, 1974 et 1997

## Bilan saison par saison
| Saison  | Div.    | Class. | M.J. | Vic. | Nuls | Déf. | B.P. | B.C. | Dif. | Moy. Spec. | Coupe de France |
| 1966-67 | DH-Méd. | 1er    | -    | -    | -    | -    | -    | -    | -    | n.c.       | 1/16e f.        |
| 1967-68 | CFA-SE  | 5e     | -    | -    | -    | -    | -    | -    | -    | n.c.       | -               |
| 1968-69 | CFA-S   | 2e     | -    | -    | -    | -    | -    | -    | -    | n.c.       | 1/16e f.        |
| 1969-70 | CFA-S   | 2e     | -    | -    | -    | -    | -    | -    | -    | n.c.       | 1/32e f.        |
| 1970-71 | D2-S    | 11e    | 30   | 9    | 9    | 12   | 35   | 45   | -10  | n.c.       | -               |
| 1971-72 | D2-C    | 4e     | 30   | 12   | 9    | 9    | 30   | 33   | -3   | n.c.       | -               |
| 1972-73 | D2-B    | 16e    | 34   | 8    | 9    | 17   | 28   | 56   | -28  | n.c.       | -               |
| 1973-74 | D3-S    | 13e    | -    | -    | -    | -    | -    | -    | -    | n.c.       | -               |
| 1974-75 | DH-Méd. | 1er    | 22   | 11   | 8    | 3    | 39   | 20   | +19  | n.c.       | -               |
| 2016-17 | DHR Med | 7e     | 26   | 8    | 9    | 9    | 39   | 42   | -3   |            |                 |

## Personnalités

### Entraîneurs
- Armand Penverne (1963-1966)
- Lucien Cossou (1971-1972)
- Roland Merschel (1973-1976)
- Pierre Sinibaldi (1976-1978)
- 1978-1984 :  Félix Burdino
- Mama Ouattara (1986-1989)
- Robert Llorens (1989-1995)
- Michel Legros (1995-1996)
- Robert Llorens (1996-1999)

### Anciens joueurs
| - André Tassone - Lucien Cossou - Pépito Pavon - Franck Fiawoo - Curt Onalfo |